# New York GAA
Le New York County Board of the Gaelic Athletic Association (en irlandais : Cumann Lúthchleas Gael Coiste Chontae Nua Eabhrac) ou New York GAA est une sélection de sports gaéliques (football et hurling), et l'un des deux comtés extérieurs à l'Irlande (avec le Londres GAA) participant aux compétitions inter-comtés.
Le New York GAA est responsable de l'organisation des sports gaéliques pour la ville de New York ainsi que pour le Grand New York

## Histoire

### Football gaélique
L'histoire des sports gaéliques est ancienne à New York, elle date de l'installation de nombreux immigrés irlandais dans la ville et sa région. Le premier club de hurling et de football fut fondé en 1857, le développement fut constant et le nombre d'associations s'éleva à quarante. Cependant, le retour au pays de nombreux irlandais ou descendants d'irlandais durant la période de prospérité économique (dite du Tigre celtique), provoqua une baisse de la pratique et du nombre de clubs qui n'étaient plus qu'au nombre de 31.
Depuis 2010, le New York GAA a incorporé dans sa league deux nouvelles équipes, Na Clairsigh (Albany) et Four Provinces de Philadelphie, mais la dissolution du club de Meath, faute d'un nombre de joueurs suffisant, et la fusion de plusieurs clubs ont encore réduit le nombre d'équipes de l'aire métropolitaine new-yorkaise.
Cependant, le comité du New York GAA a entrepris une rénovation des installations du Gaelic Park, et dans le même temps, enregistre l'arrivée de nombreux jeunes originaire de la ville, ceci dans le but de ne plus avoir uniquement à compter sur des joueurs irlandais.
L'équipe senior de New York participe au championnat du Connacht tout comme celle de Londres, mais n'a jamais connu le moindre succès, offrant tout de même en quelques occasions, une résistance significative à ses adversaires, comme ce fut le cas face à Leitrim en 2008 (défaite 0-06/0-17), ou face à Galway en 2010 et malgré l'exclusion en début de seconde période de deux de ses joueurs.
L'équipe minor de New York GAA participe au championnat du Connacht de cette catégorie depuis 2010.
La tradition veut que le Championnat d'Irlande de football gaélique s'ouvre chaque année par le match comptant pour le premier tour du championnat du Connacht disputé au Gaelic Park.

## Palmarès

### Hurling
- All-Ireland Senior B Hurling Championship ::
  - Vainqueur (1): 1996,